# Navadna lisica
Navádna lisíca ali rdéča lisíca (znanstveno ime Vulpes vulpes) je zelo prilagodljiv sesalec iz družine psov (Canidae) saj naseljuje različne življenjske prostore. Naseljuje predele Evrope, Severne Amerike, Severne Afrike in večjega dela Azije. Navadna lisica ima okrog 50 podvrst, s številnimi barvnimi različicami kožuha.
Ima podolgovato vitko telo, na glavi pa zelo gibljiva šilasta uhlja in ozek koničast smrček z redkimi dolgimi dlakami. Rep je dolg in košat, na koncu bel. Kožuh je rdeče-rjave barve, vrat in trebuh sta bela, spodnji del nog in konca uhljev pa temni. Telo je dolgo od 60 do 90 cm, rep od 35 do 50 cm; odrasli samci tehtajo do 10 kg. Živi v gozdnih predelih, ponekod v gorah. Zelo pogosto se zadržuje v bližini človeških naselij, tudi ob velikih mestih. Je zelo spretna in hitra. Okrog hodi v glavnem ponoči in lovi plen, išče odpadke in mrhovino. Hrani se z vsem, kar lahko ulovi, od majhnih sesalcev, žuželk, plazilcev, ptic, mrhovine, jagod ... Živi posamezno, redkeje v manjši skupini, in sicer v tleh v brlogu, do katerega izkoplje več izhodov. Pari se enkrat do dvakrat letno, navado pozimi. Brejost traja 52 dni, spomladi skoti od 4 do 8 mladičev (največ 12), ki se osamosvojijo po približno štirih mesecih. Ti tehtajo od 60 do 150 g. Lisjak pomaga pri vzreji.
Lisica je sicer glavni prenašalec silvatične stekline, a je v gozdu koristna, saj odstranjuje bolne in poginule živali. Živi kot samotar v rovu, lisičini, ki si ga sama izkoplje.
Čeprav jo preganjajo, je zaradi prilagodljivosti pogosta.